# Kyörtisjärvi
Kyörtisjärvi eller Kyörlisjärvi är en sjö i Finland. Den ligger i kommunen Enare i landskapet Lappland, i den norra delen av landet, 1 000 km norr om huvudstaden Helsingfors. Kyörlisjärvi ligger 189 meter över havet. Arean är 20,3 hektar och strandlinjen är 2,81 kilometer lång. Sjön  ingår i Pasvik älvs huvudavrinningsområde.   Kyörtisjärvi ligger i Tsarmitunturi vildmark.